# George Robert Waterhouse
George Robert Waterhouse (Somers Town, 6 maart 1810 – Putney, 21 januari 1888) was een Engels natuuronderzoeker, entomoloog en zoöloog.
Waterhouse werd geboren in 1810 in Somers Town. Zijn ouders waren James Edward Waterhouse en Mary Newman. Hij was de broer van Frederik George Waterhouse, die ook zoöloog werd. Hij ging vanaf 1821 naar school in Koekelberg, in de buurt van Brussel. Na zijn terugkeer in Engeland in 1824 werkte hij als leerling bij een architect.
Waterhouse raakte geïnteresseerd in de entomologie door zijn vader, die zelf amateur-entomoloog was. Hij stichtte samen met Frederick William Hope in 1833 de Entomological Society of London en werd zelf onbezoldigd conservator. In 1849–50 was hij voorzitter van de Society.
In 1835 werd hij benoemd als conservator van het museum van de Liverpool Royal Institution. In 1836 verruilde hij die baan voor een positie als curator van de Zoological Society of London. Tot zijn eerste werkzaamheden behoorde het samenstellen van een catalogus van de verzameling zoogdieren van het museum. Hij rondde dat werk een jaar later af, maar het werd pas in 1838 gepubliceerd omdat hij niet het in die tijd gebruikelijke 'quinarische systeem' had gevolgd. In 1839 volgde nog een supplement.
Vóór het vertrek van Charles Darwin met de Beagle, in 1831, had hij een uitnodiging ontvangen om Darwin op diens reis te vergezellen, maar hij had daarvan afgezien. Na Darwins terugkeer werd diens verzameling van zoogdieren en kevers aan Waterhouse toevertrouwd om te worden beschreven en benoemd.
In november 1843 werd hij assistent op de mineralogische en geologische afdeling van het British Museum of Natural History. In 1851 werd hij hoofd van die afdeling. Na de splitsing in 1857 in een mineralogische en een geologische afdeling, werd hij hoofd van die laatste. Hij behield die positie tot aan zijn pensionering in 1880. Hij stierf in 1888 in Putney.
In 1844 begon hij te schrijven aan een serie werken over zoogdieren. Twee delen daarvan kwamen uit: over de buideldieren en over de knaagdieren. Een gepland derde deel is nooit verschenen aangezien de uitgever, Hippolyte Baillière, te lijden had onder de Franse Revolutie.

## Persoonlijk leven
Waterhouse huwde op 21 december 1834 Elizabeth Ann Griesbach. Met haar had hij drie zonen en drie dochters. Zijn oudste zoon was Charles Owen Waterhouse, die de belangstelling voor kevers van hem erfde, en hem uiteindelijk met het aantal publicaties en beschreven en benoemde soorten voorbijstreefde.

## Benoemde taxa
Hij beschreef en benoemde een fors aantal kevers, door Darwin verzameld op zijn reis, waaronder diverse van de Galapagoseilanden:
- Physorhinus galapagoensis, een keversoort uit de familie kniptorren (Elateridae).
- Selenophorus galapagoensis, een keversoort uit de familie van de loopkevers (Carabidae)
- Bembidion galapagoense, een keversoort uit de familie van de loopkevers (Carabidae)
- Copelatus galapagoensis, een keversoort uit de familie waterroofkevers (Dytiscidae)

Daarnaast is hij de auteur van diverse namen van zoogdieren en enkele vogels:
- Aegialomys galapagoensis, een knaagdier uit de familie Cricetidae
- Phyllotis darwini, een knaagdier uit de familie Cricetidae
- Myrmecobius fasciatus (numbat of buidelmiereneter), een Australisch buideldier.
- Mesocricetus auratus (goudhamster), een knaagdier uit de familie Cricetidae.
- Petaurus breviceps (suikereekhoorn), een buideleekhoorn uit het geslacht suikereekhoorns (Petaurus)
- Rattus fuscipes, een rat uit de familie Muridae.
- Veniliornis callonotus (roodrugspecht), een vogel uit de familie spechten (Picidae)
- Andigena nigrirostris (witwangbergtoekan), een vogel uit de familie toekans (Ramphastidae)

## Enkele publicaties
- 1833 – Monographia Notiophilôn Angliae. The Entomological Magazine 1: 202–211
- 1838 – Descriptions of some of the Insects brought to this country by C. Darwin, Esq. Transactions of the Entomological Society of London 2: 131–135
- 1840 – The Zoology of the Voyage of H.M.S. Beagle. Part II. Mammalia
- 1840 – Descriptions of some new species of Carabideous Insects, from the collection made by C. Darwin, Esq., in the southern parts of South America. The Magazine of Natural History 4: 354–362
- 1841 – Carabideous Insects collected by Charles Darwin, Esq., during the Voyage of Her Majesty's Ship Beagle. The Annals and Magazine of Natural History 6(37): 254–257
- 1841 – Carabideous Insects collected by Charles Darwin, Esq., during the Voyage of Her Majesty's Ship Beagle. The Annals and Magazine of Natural History 6(38): 351–355
- 1841 – Marsupialia, or Pouched Animals. The Naturalists Library, Mammalia Vol. XI
- 1842 – met Meyer, H. von & Wagner, A., Nomina systematica generum mammalium. in: Agassiz, L., Nomenclator Zoologicus: 1–38, addenda 1–9
- 1842 – Carabideous Insects collected by Charles Darwin, Esq., during the Voyage of Her Majesty's Ship Beagle. The Annals and Magazine of Natural History 9(56): 134–139
- 1843 – Description of a new genus of Carabideous Insects brought from the Falkland Islands by Charles Darwin, Esq. The Annals and Magazine of Natural History 11(70): 281–283
- 1845 – Descriptions of Colepterous Insects collected by Charles Darwin, Esq., in the Galapagos Islands. The Annals and Magazine of Natural History 16(102): 19–41
- 1845 – Descriptions of some new genera and species of Heteromerous Coleoptera. The Annals and Magazine of Natural History 16(106): 317–325
- 1846 – Marsupiata, or Pouched Animals. A Natural History of the Mammalia – Vol. I
- 1848 – Rodentia, or Gnawing Mammalia. A Natural History of the Mammalia – Vol. II
- 1858 – Catalogue of British Coleoptera

- Bibsys: 98017499
- Biblioteca Nacional de España: XX1486204
- Bibliothèque nationale de France: cb10625594c (data)
- CiNii: DA14360445
- Stuttgart Database of Scientific Illustrators 1450–1950: 11804
- Gemeinsame Normdatei: 11756625X
- International Standard Name Identifier: 0000 0000 8152 7007
- Library of Congress Control Number: nr00018382
- Nationale bibliotheek van Australië: 35811808
- Nationale Bibliotheek van Israël: 987007337007905171
- Nederlandse Thesaurus van Auteursnamen: 06900742X
- Réseau des bibliothèques de Suisse occidentale: 02-A003959592
- SNAC: w6dv2gs1
- Système universitaire de documentation: 186076053
- Museum of New Zealand Te Papa Tongarewa: 71432
- Trove: 1098680
- Virtual International Authority File: 72174649
- WorldCat: E39PBJrGyHD8KcjpFcGbwWH6Kd